# Notació científica
La notació científica, també denominada patró o notació en forma exponencial és una forma d'escriure els nombres que tenen valors massa grans (100000000000) o massa petits (0,00000000001) per a ser escrits de manera convencional. L'ús d'aquesta notació es basa en potències de 10 (els casos exemplificats anteriorment en notació científica, quedarien 1 × 1011 i 1 × 10-11, respectivament). El mòdul de l'exponent és la quantitat de zeros que porta el número davant, en cas de ser negatiu (cal notar que el zero davant de la coma també compta), o darrere, en cas de tractar-se d'un exponent positiu.
Un nombre escrit en notació científica segueix el següent patró:
m x 10e
El nombre m es denomina «mantissa» i e l' «ordre de magnitud». La mantissa, en mòdul, ha de ser més gran que o igual a 1 i menor que 10, i l'ordre de magnitud, donat com a exponent, és el nombre que més varia d'acord amb el valor absolut.
Observi els exemples de nombres grans i petits:
- 600.000
- 30.000.000
- 500.000.000.000.000
- 7.000.000.000.000.000.000.000.000.000.000.000
- 0,0004
- 0,00000001
- 0,0000000000000006
- 0,0000000000000000000000000000000000000000000000008

La representació d'aquests nombres, tal com es presenta, té poc significat pràctic. A més a més,es podria pensar que aquests valors són poc rellevants i d'ús gairebé inexistent en la vida quotidiana. No obstant això, en àrees com la física i la química, aquests valors són comuns. Per exemple, la major distància observable de l'Univers mesura prop de 740 000 000 000 000 000 000 000 000 m, i la massa d'un protó és d'uns, 00000000000000000000000000167 kg.
Per valors com aquests, la notació científica és més adequada perquè presenta l'avantatge de poder representar adequadament la quantitat de dígits significatius. Per exemple, la distància observable de l'Univers, de manera que està escrita, suggereix una precisió de 27 dígits significatius. Però això no pot ser veritat (és poc probable 25 zeros seguits en un mesurament).

## Història
El primer intent de representar nombres massa grans va ser emprès pel matemàtic i filòsof grec Arquimedes, i descrita en la seva obra El comptador de sorra, al segle iii aC. Ell va desenvolupar un sistema de representació numèrica per estimar quants grans de sorra existien en l'univers. El nombre estimat per ell era de 1063 grans.
Hi ha qui pensa, Rei Geló I, que el nombre de grans de sorra és infinit. I quan esmento sorra no em refereixo només a la que existeix en Siracusa ia la resta de Sicília, sinó també la que es troba en altres àrees, siguin elles habitades o deshabitades. Un cop més, hi ha qui, sense considerar infinit, pensen que cap nombre va ser nomenat encara que sigui prou gran per excedir la seva multiplicitat. I és clar que aquells que tenen aquesta opinió, si s'imaginessin una massa sorra de la mida de la massa de la Terra, incloent en aquesta tots mars i depressions de la Terra plenes fins a una alçada igual a la més alta de les muntanyes, seria molt encara per a reconèixer que qualsevol nombre pot expressar-se de tal manera de superar la multiplicitat de sorra allí existent. Però vaig a tractar de mostrar per mitjà de demostracions geomètriques que aconseguireu acompanyar que, dos nombres nomenats per mi i que consten en el treball que vaig enviar a Zeuxipo, alguns excedeixen, no només el nombre de massa de sorra igual en magnitud a la de la terra farcida de manera que es descriu a dalt, sinó també la massa igual en magnitud a la de l'Univers.
El comptador de Sorra (Arquimedes)
Va ser a través de la notació científica que es va concebre el model de representació dels nombres reals mitjançant coma flotant. Aquesta idea va ser proposada per Leonardo Torres i Quevedo (1914), Konrad Zuse (1936) i George Robert Stibitz (1939). La codificació en punt flotant dels ordinadors actuals és bàsicament una notació científica de base 2.
La programació amb l'ús de nombres en notació científica consagrar una representació sense superíndexs, en el qual la lletra e (o E) a mantissa de l'exponent mantissa. Per tant, 1.785 × 10⁵ i 2.36 × 10-14 es representen, respectivament, amb 1.785E5 i 2.36E-14 (com la majoria dels llenguatges de programació estan basades en l'anglès, les comes són substituïdes per punts).

## Operacions matemàtiques en notació científica

### Addició i sostracció
Per sumar o restar dos nombres en notació científica, cal que els exponents siguin els mateixos. És a dir, un dels valors ha de ser transformat perquè el seu exponent sigui igual al de l'altre. La transformació segueix el mateix principi d'equilibri. El resultat probablement no estarà en forma estàndard, serà convertit posteriorment.
Exemples:
```
4,2 x 10
7
+ 3,5 x 10⁵ = 420 x 10⁵ + 3,5 x 10⁵ = 423,5 x 10⁵
```

```
6,32 x 10⁹ – 6,25 x 10⁹ = 0,07 x 10⁹
```

### Multiplicació
Multiplicar les mantisses i sumar els exponents de cada valor. Probablement, el resultat no serà estàndard, però es pot convertir.
Exemples
```
(6,5 x 10
8
) x (3,2 x 10⁵) = (6,5 x 3,2) x 10
8+5
 = 20,8 x 10
13
```

```
(4 x 10⁶) x (1,6 x 10
-15
) = (4 x 1,6 x 10
6+(-15)
) = 6,4 x 10
-9
```

### Divisió
Dividir les mantisses i restar els exponents de cada valor. Probablement, el resultat no serà estàndard, però es pot convertir.
Exemples:
```
(8 x 10
7
) (2 x 10⁹) = (8/2) x 10
7-9
= 4 x 10
-2
```

```
(2,4 x 10
-7
) (6,2 x 10
-11
) = (2,4/6,2) x 10
-7-(-11)
= 0,3871 x 10
4
```

### Potenciació
La mantissa és elevada a l'exponent extern i el congruent de base deu es multiplica per l'exponent extern.
Exemples
```
(2 x 10⁶)
4
 = (2
4
) x 10
6x4
 = 16 x 10
24
 = 1,6 x 10
25
```

### Radicació
Abans de realitzar la radicació és necessari transformar un exponent a un múltiple de l'índex. Després de haver fet això, el resultat és la radiació de la mantissa multiplicada per deu elevat a la relació entre l'exponent i l'índex del radical.
Exemples:
```

  

    

      

        

          

            
1.6

            
×

            

              
10

              

                
27

              

            

          

        

      

    

    
{\displaystyle {\sqrt {1.6\times 10^{27}}}}

  

=
 

  

    

      

        

          

            
16

            
×

            

              
10

              

                
26

              

            

          

        

      

    

    
{\displaystyle {\sqrt {16\times 10^{26}}}}

  

 
=
 4×10
13
```

## Tipus de notació científica

### Notació d'enginyeria
La notació d'enginyeria difereix de la notació científica normalitzada en el qual l'exponent e està restringit a múltiples de 3. Per tant, el valor absolut de m està en l'interval 1 ≤ | m | <1000, en lloc d'1 ≤ | m | <10. Encara que sigui conceptualment similar, la notació d'enginyeria poques vegades se l'anomena notació científica.
En l'electrònica, la notació d'enginyeria s'utilitza per representar valors de voltatge, corrent, potència, resistència i temps, entre d'altres. Per tant, com hem dit, en notació d'enginyeria un nombre pot tenir d'un a tres dígits a l'esquerra del punt decimal i l'exponent de potencia deu ha de ser un múltiple de tres.
 Els números d'aquesta forma són fàcils de llegir, utilitzant els prefixos de magnitud com mega (m = 6), quilo (m = 3), mili (m = -3), micro (m = -6) ou nano (m = -9). Per exemple, 12,5 × 10-9 m es pot llegir com «dotze punt 5 nanòmetres» o escrit com 12,5 nm.

#### Exemples
```
19.300 s'escriu 
19,3 × 10
3
```

```
0,00012 s'escriu 
120 × 10
-6
```

#### Taula de prefixes de la notació d'enginyeria
| PREFIX | SÍMBOL | FACTOR | EQUIVALENT           |
| Exa    | E      | 1018   | 1000000000000000000  |
| Peta   | P      | 1015   | 1000000000000000     |
| Tera   | T      | 1012   | 1000000000000        |
| Giga   | G      | 10⁹    | 1000000000           |
| Mega   | M      | 10⁶    | 1000000              |
| Kilo   | k      | 103    | 1000                 |
| Hecto  | h      | 10²    | 100                  |
| Deca   | da     | 10¹    | 10                   |
| Deci   | d      | 10-1   | 0,1                  |
| Centi  | c      | 10-2   | 0,01                 |
| Mili   | m      | 10-3   | 0,001                |
| Micro  | μ      | 10-6   | 0,000001             |
| Nano   | n      | 10-9   | 0,000000001          |
| Pico   | p      | 10-12  | 0,000000000001       |
| Femto  | f      | 10-15  | 0,000000000000001    |
| Atto   | a      | 10-18  | 0,000000000000000001 |

### Notació estandarditzada
En la notació científica estàndard, l'exponent e és triat de manera que el valor absolut de m sigui almenys un però menys de deu (1 ≤ | m | <10). Per exemple, 350 s'escriu com 3.5 x 10². Aquesta forma permet una comparació simple de dos nombres del mateix signe en m, com l'exponent e indica la grandesa del nombre. En notació estàndard l'exponent e és negatiu per a un nombre absolut amb valor entre 0 i 1 (per exemple, 0'5 és -5 x 10-1). 
La forma científica normalitzada és la forma d'expressar grans nombres, tret que es desitgi una forma no normalitzada, com la notació d'enginyeria. La notació científica normalitzada sol anomenar-se notació exponencial, tot i que aquest últim terme és més general i també s'aplica quan m no està restringit al rang de 1 a 10 (com en notació d'enginyeria, per exemple) i a bases diferents a 10 (com 3.15 × 220).

## Exemples
- La massa d'un electró és aproximadament 0.000 000 000 000 000 000 000 000 000 000 910 938 22 kg. En notació científica, això s'escriu 9.109 382 2 ×10-31kg.
- La massa de la terra és d'uns 5 973 600 000 000 000000000000 kg. En notació científica, aquest valor està representat per 5.9736 x1024kg.
- La circumferència de la Terra és d'aproximadament 40 000 000 m. En notació científica queda 4 ×107m. En notació d'enginyeria, és de 40 ×10⁶m. En estil de representació del SI, pot ser escrita 40 ×10⁶  m.
- El radi del sol és 6,96 x108m i la seva massa expressada en notació científica és 1,99 x10³⁰.

La notació científica se utilitza sobretot  en les matemàtiques, la física i la química. La notació científica ajuda molt a recordar les constants i les carreges essencials per els problemes de física i química.
- La constant de la gravitació en notació científica és 6,673 x10⁶.
- La carrega d'electró en notació científica és 1,602 x10-19.
- La constant d'Avogrado en notació científica és 6,022 x1023.
- La constant elèctrica en notació científica és 9 x10⁹.

## Transformacions
La notació científica és una forma ràpida de representar un nombre utilitzant potències de base deu. Aquesta notació s'utilitza per poder expressar fàcilment nombres molt grans o molt petits. Son nombres en notació científica quan un nombre entre 1 i 10 es multiplica per una potencia de 10, on n es un nombre sencer:
                                                         a x 10^ n
Per transformar un “nombre decimal a notació científica” s'han de seguir les passes següents:
1. Comptar la quantitat de ceros que té la xifra abans del primer dígit igual o major que 1 (inclòs els que es troben abans i després de la coma).
2. Desplaçar la coma després del primer dígit distint de zero.

- Si la coma s'ha de desplaçar a la dreta, la potencia del nombre amb notació científica serà negativa.

Transformar    0,000023 a notació científica:               2,3 x 10^-5
El nombre té cinc zeros abans del primer dígit major que 1
La coma es desplaça cap a la dreta 5 pics, per tant, la potencia del nombre en notació científica serà -5.
- Si la coma s'ha de desplaçar a l'esquerra, la potencia del nombre amb notació científica serà positiva.

Transformar     25682791’57 a notació científica:    2,568279157 x 10^7
El nombre té vuit nombres abans de la coma
La coma es desplaça cap a l'esquerra 7 pics, per tant, la   potencia del nombre en notació científica serà 7.

## Altres bases
Mentre que la base deu s'usa normalment per a la notació científica, també es poden usar els poders d'altres bases,la base 2 és la propera més utilitzada. 
Per exemple, en la notació científica de base 2, el nombre 1001b en binari, s'escriu com 1.001b × 2d11b o 1.001b × 10b11b usant nombres binaris (o 1.001 × 1011 si el context binari és obvi). Per distingir millor aquest exponent de base 2 d'un exponent de base 10, de vegades també s'indica un exponent de base 2 usant la lletra B en lloc d'E, una notació abreujada originalment proposada per Bruce Alan Martin de Brookhaven National Laboratori el 1968. 
Algunes calculadores usen una representació mixta per a nombres de coma flotant binaris, on l'exponent es mostra com un nombre decimal fins i tot en mode binari. 
Això està estretament relacionat amb la representació de coma flotant de base 2 comunament utilitzada en l'aritmètica d'ordinadors, i l'ús de prefixos binaris IEC). 
Una altra convenció similar per denotar exponents de base 2 està usant una lletra P. En aquesta notació, el significat sempre ha de ser hexadecimal, mentre que l'exponent sempre ha de ser decimal. Aquesta notació pot ser produïda per implementacions de la família de funcions printf seguint l'especificació C99 i la norma (Single Single Unix Specification) IEEE Std 1003.1 POSIX, quan es fan servir els especificadors de conversió% ao% A. Començant amb C ++ 11, les funcions d'e / S de C ++ també poden analitzar i imprimir la notació P. Mentrestant, la notació ha estat completament adoptada per l'estàndard de llenguatge des de C ++ 17.
Swift d'Apple ho admet també. També és requerit per l'estàndard binari flotant IEEE 754-2008. Exemple: 1.3DEp42 representa 1.3DEh × 242. La notació d'enginyeria es pot veure com una notació científica de base 1000.

## Notació E
Per fer els seus càlculs, Arquimedes va crear un sistema de numeració apropiat per fer operacions amb nombres grans i això es va veure en la seva obra El comptador d'Areia al segle iii aC. Va idear un sistema de representació numèrica per estimar quants grans de sorra existien en l'univers. El nombre estimat per ell era de 10 63 grans.
La notació exponencial o científica consisteix a escriure un nombre a partir d'un producte entre d'altres 2 nombres, un anomenat coeficient i l'altre, potència de base 10, l'exponent és un nombre enter. El coeficient ha de complir amb la condició que sigui major o igual a un i menor que deu.
| Número      | Notació Científica? | Explicació     |
| 1.85 x 10-2 | sí                  | -2 és un enter |
|             | no                  | no és un enter |
| 0.82 x 10¹⁴ | no                  | 0.82 no és ≥ 1 |
| 10 x 103    | no                  | 10 no és < 10  |

C = coeficient (1 = C <10).
n = nombre enter positiu o negatiu
El principal avantatge d'aquest tipus de notació, és que es simplifica la lectura, escriptura i el treball algebraic d'aquests nombres.
Fem servir la notació exponencial per escriure multiplicacions repetides, com 10 • 10 • 10 com a 10 3. El 10 a 10 3 es diu base. El 3 a 10 3 es diu exponent. L'expressió 10 3 es diu expressió exponencial.
base> 103 <exponent 
103 es llegeix com "10 a la tercera potència" o "10 al cub." Significa 10 • 10 • 10, o 1,000. 
8² es llegeix com "8 a la quarta potència" o "8 al quadrat." Significa 8 • 8, o 64. 
54 es llegeix com "5 a la cinquena potència." Significa 5 • 5 • 5 • 5, o 625.

## Xifra significativa
En un mesurament les xifres significatives són els dígits que es coneixen amb certesa, més un dígit que és incert. La mesura de 53,2 cm té tres xifres significatives, dos d'elles, 5 i 3 exactes i 2 estimada. En canvi el resultat obtingut amb una altra regla pot tenir quatre xifres significatives de les quals la corresponent al segon decimal seria estimada o incerta.
S'han desenvolupat regles per a escriure i usar les xifres significatives:
- Regla 1. En números que no contenen zeros, tots els dígits són significatius.
- Regla 2. Tots els zeros entre dígits significatius són significatius.
- Regla 3. Els zeros a l'esquerra del primer dígit que no és zero serveixen només per a fixar la posició del punt decimal i no són significatius.
- Regla 4. En un número amb dígits a la dreta del punt decimal els zeros a la dreta de l'última xifra diferent de zero són significatius.
- Regla 5. En un número que no té punt decimal i que acaba amb un o més zeros, aquests poden ser o no significatius (indicatius de l'ordre de magnitud). S'eviten confusions expressant els números en notació científica.

Exemples:
4,523: 4 xifres significatives (Regla 1)
70,054: 5 xifres significatives (Regla 2)
0,0789: 3 xifres significatives (Regla 3)
0,0020: 2 xifres significatives (Regla 4)
3600 s'ha d'expressar 3,6.10^3 si els zeros no són significatius o 3,600.10^3 si els zeros són significatius (Regla 5)

## Ús d'espais
En notació científica estàndard, en notació E i la notació d'enginyeria, l'espai (el qual, en format de text, pot ser representat per un espai normal d'ample o per un espai prim), només es permet abans i després de x, al davant d'e o e pot ser omès, encara que sigui menys comú que ho faci abans del caràcter alfabético.34.

## Ordre de magnitud
La notació científica també permet comparacions simples entre ordres de magnitud. La massa d'un protó és 0.000 000 000 000 000 000 000 000 001 672 6 kg. Si això és escrit com 1.6726 × 10-27 kg, és més fàcil comparar aquesta massa amb l'electró, arriba.2 L'ordre de magnitud de la relació entre les masses es pot obtenir els exponents, en lloc d'haver de comptar els zeros a l'esquerra, tasca propensa a errors. En aquest cas, -27 és més gran que -31, i per tant, el protó és d'aproximadament quatre ordres de magnitud (al voltant de 10 000 vegades) més massiu que el electrón.31
La notació científica també evita malentesos, a causa de les diferències regionals en certs quantificadors com «MIL MILIONS», el que pot indicar tant 10⁹ com 1012